# Dactylorhiza russowii
Dactylorhiza russowii är en orkidéart som först beskrevs av Johannes Christoph Klinge, och fick sitt nu gällande namn av Josef Holub. Dactylorhiza russowii ingår i Handnyckelsläktet som ingår i familjen orkidéer. Inga underarter finns listade i Catalogue of Life.

## Bildgalleri

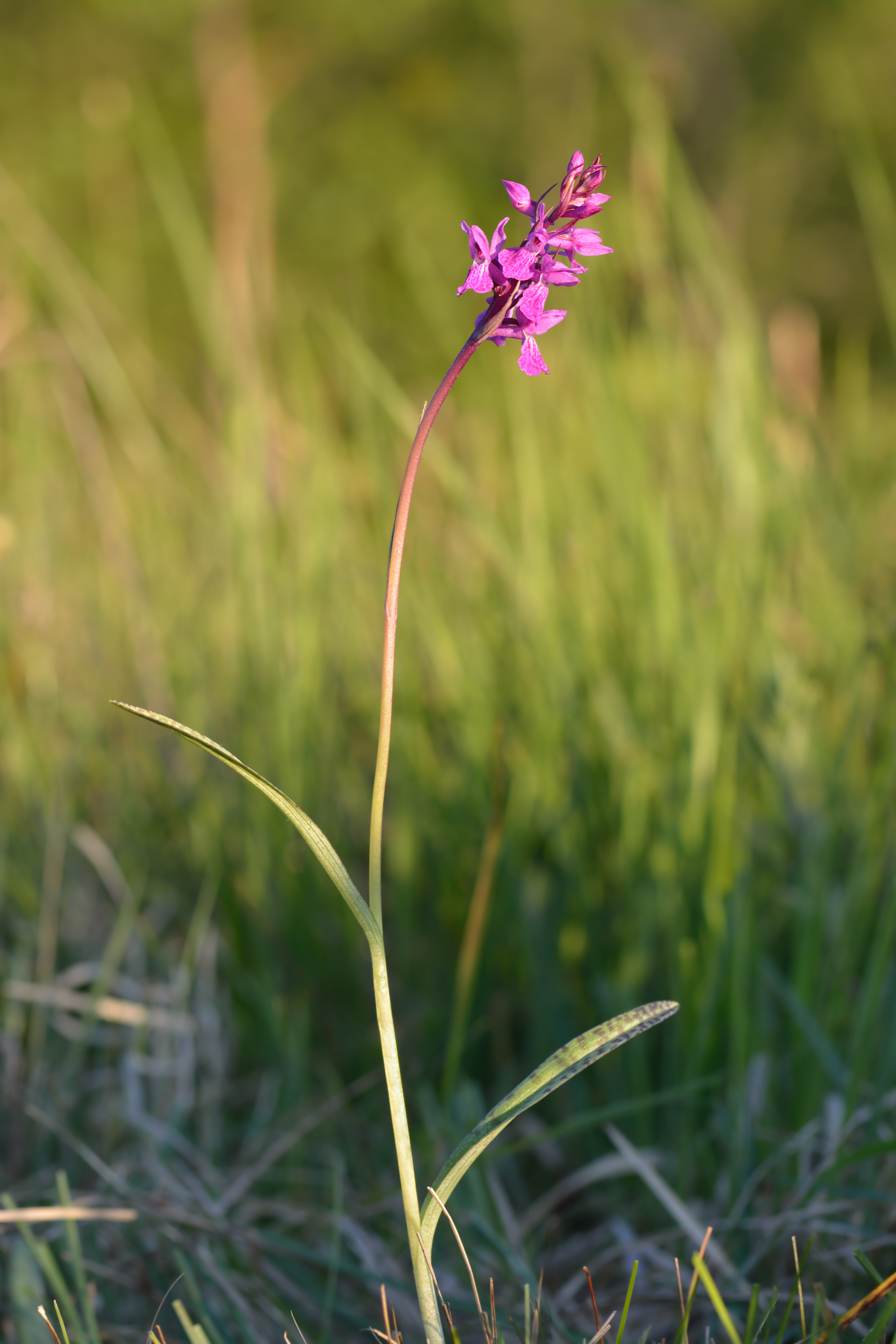
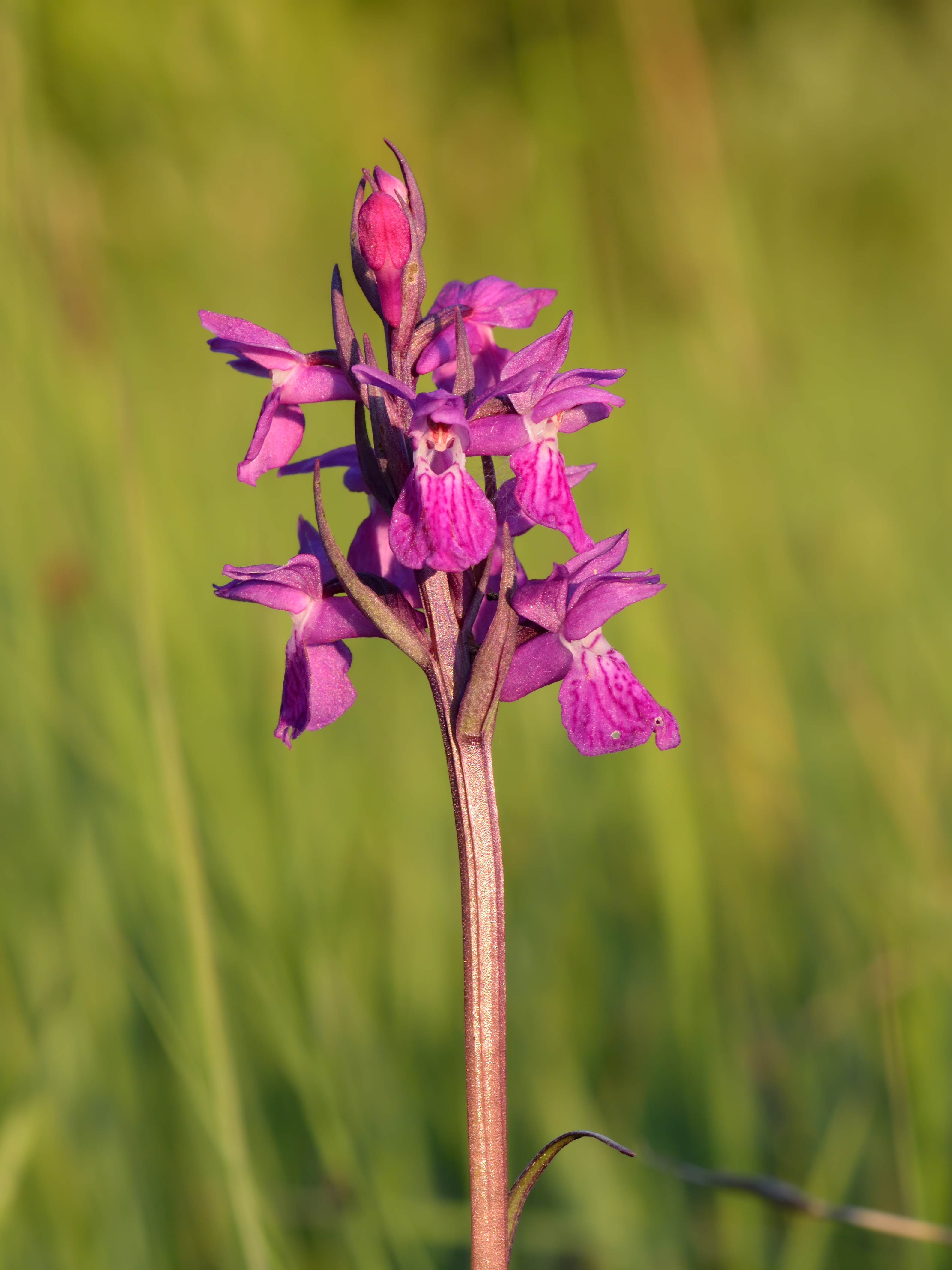
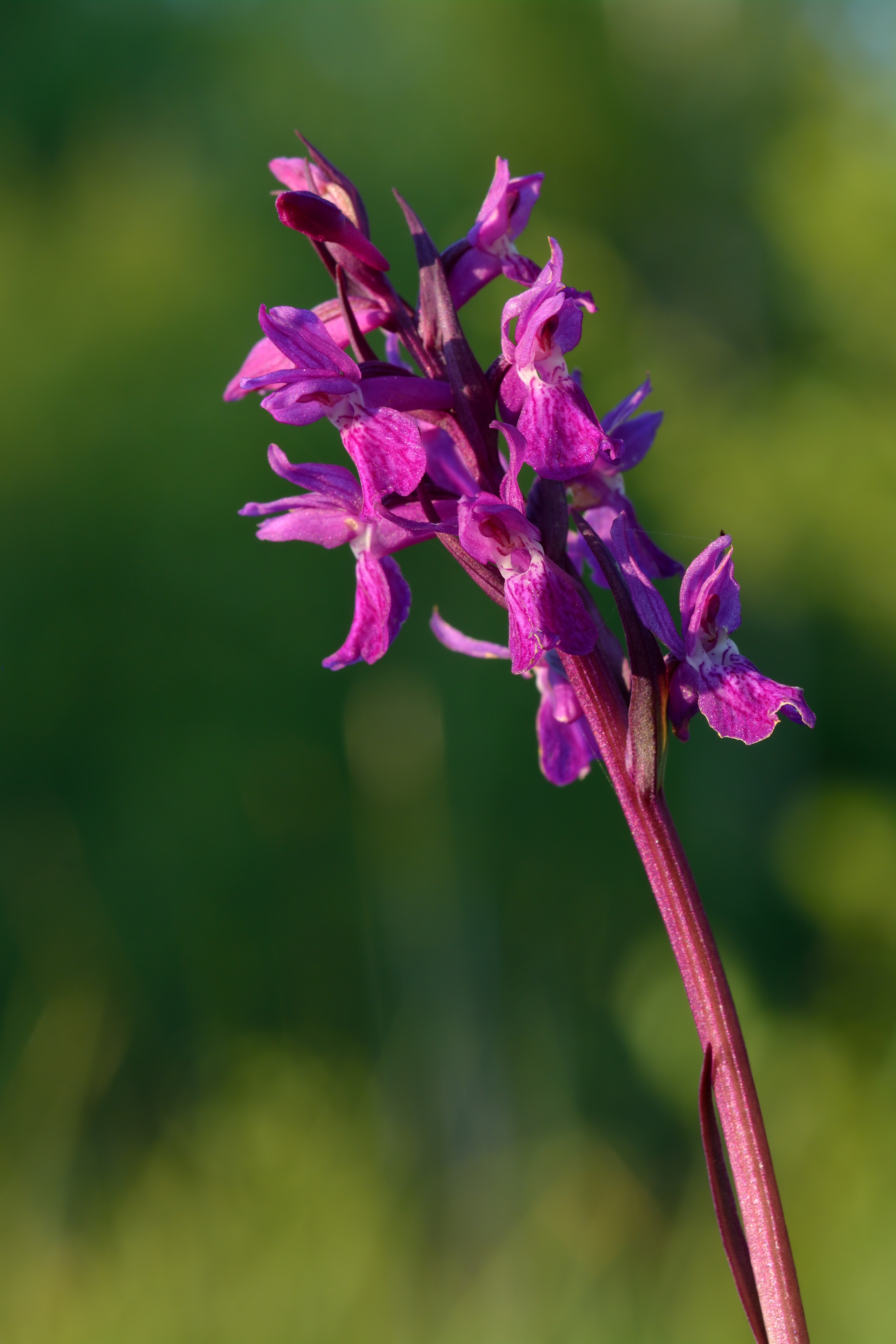
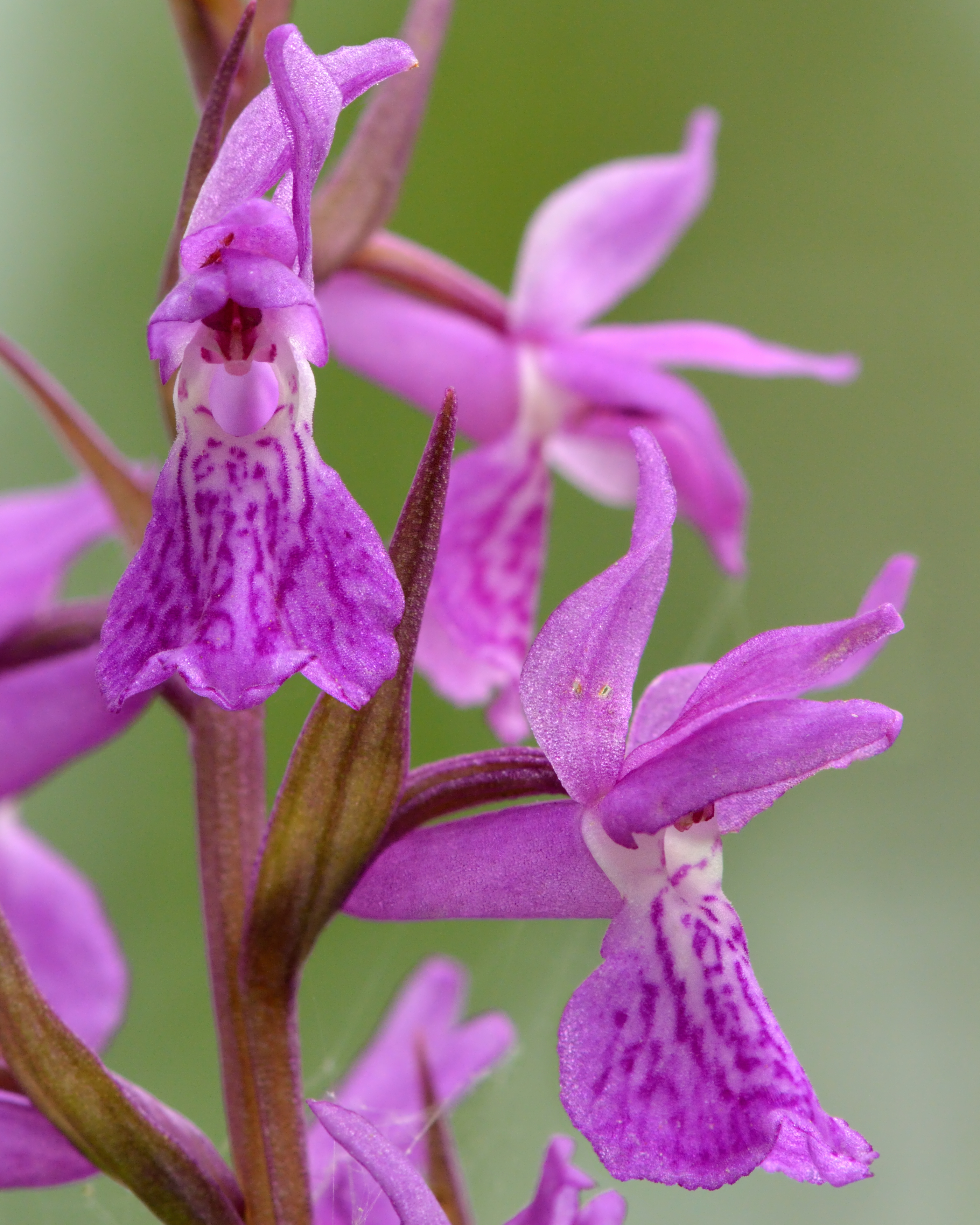